# Kedai Damar
Kedai Damar is een bestuurslaag in het regentschap Serdang Bedagai van de provincie Noord-Sumatra, Indonesië. Kedai Damar telt 3106 inwoners (volkstelling 2010).